# Berar

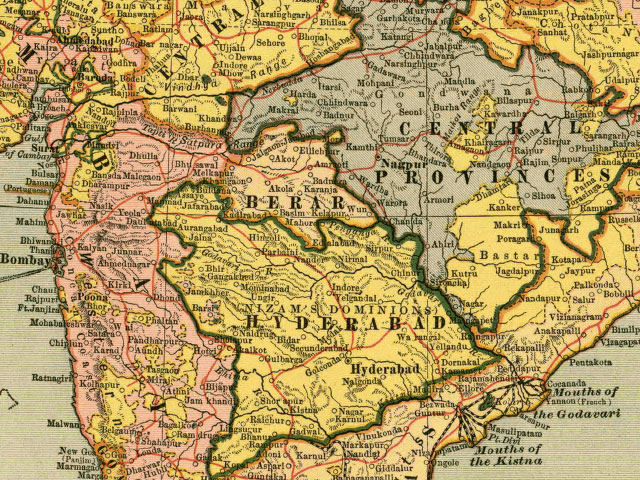
Mapa de les Províncies Centrals i Berar.

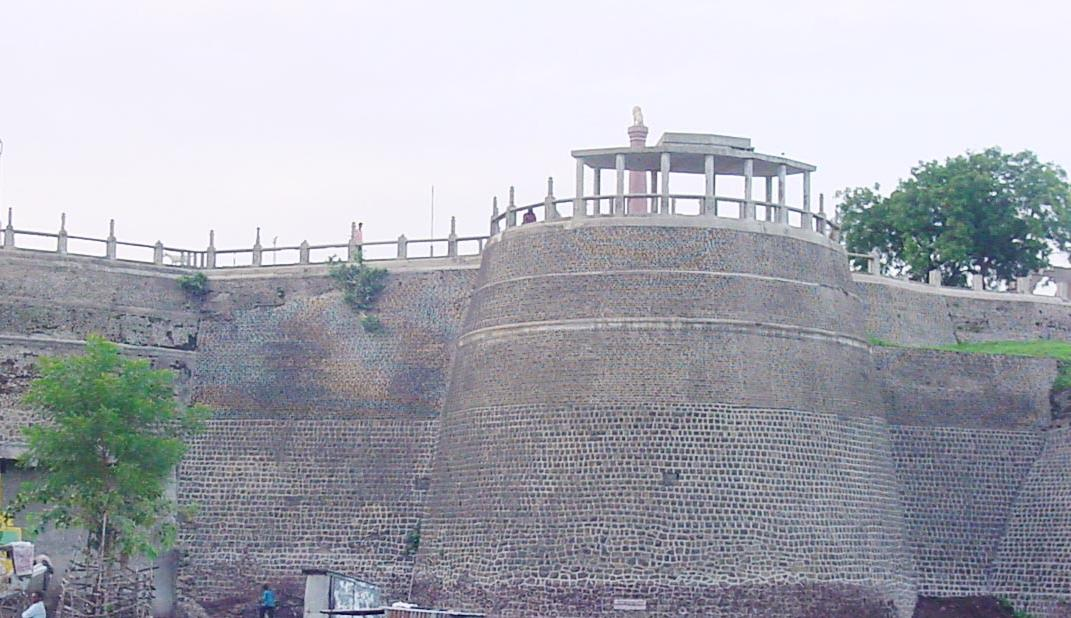
Fort a Akola, ciutat situada al centre de Berar.

Berar fou una regió de l'Índia, al centre del país, a Vidarbha, actualment a l'extrem oriental de Maharashtra.

## Geografia
La superfície era de 28.515 km² i la població el 1881 de 2.672.673 habitants distribuïda en 5585 poblacions. Tenia al nord i est les Províncies Centrals, al sud els dominis del nizam d'Hyderabad i a l'oest la presidència de Bombai. Les ciutats principals eren Amraoti (23.550 habitants); Akola (16.614); Akot (16.137); Anjangaon (9.842); Balapur (11.244); Basim (11.576); Devalgaon (7.025); Ellichpur (26.728); Hiwarkehd (7.30O); Jalgaon (10.392); Karinja (10.923); Khamgaon (12.390); Karasgaon (7.330); Malkapur (8.152); Paratwara (9.445); Pathur (7.219); Sendurjana (8.501); Shegaon (11.079); i Yeotmal (2.420). Municipalitats eren Amraoti, Akola, Khamgaon, Shegaon, Ellichpur i Basim.
En l'orografia destaquen la serralada de Satpura, la Serra d'Ajanta, i els rius Tapti, Purna, Wardha, Penganga i Pranhita.
La formaven sis districtes: Akola, Buldana, Basim, Amraoti, Ellichpur i Wun. La capital era Ellichpur.

## Demografia
El 91% de la població era de religió hinduista. Musulmans, parsis, jainistes i cristians formaven la resta. Els prop de 200.000 musulmans estaven dividits en sunnites (90%), xiïtes, wahhabites, i altres.
Per castes hi havia bramans, rajputs khettris, wanis o bajuyds, kunbis, malis, mahars, telis, dhangars, banjares, kolis, sutars, sonars, lohars, vidurs, kalals, shimpis o darzis, pardhis, manbhaos, bairagis, nanths, chambhars, mahalis, khumbars, i algunes altres.
Les principals tribus aborígens eren els gonds, els bhils i els korkus.
La llengua principal era el marathi; al sud-oest es parlava el telugu.
El 1902 el nizam d'Hyderabad va cedir els seus drets a la Companyia Britànica de les Índies Orientals i l'1 d'octubre de 1903 fou unida a les Províncies Centrals, formant les Províncies Centrals i Berar.

## Història

### Mahabharata
Berar és esmentat al Mahabharata com a Vidarbha encara que aquest regne era més extens que el territori modern de Berar.

### Dels Satavahana fins als Yadava
Les primeres notícies històriques corresponen als andhres o satavahanes que van dominar la regió: al segle iii aC els andhres van ocupar el delta del Godavari i del Kistna i foren una de les tribus perifèriques del regne d'Asoka. Mort Asoka el regne Andhra es va ampliar arribant a Nasik. El rei 23è, Vilivayakura II (113-138) va lluitar contra els ksatrapa a Gujarat i Kathiawar però els ksatrapa van sortir victoriosos i la dinastia andhra va ser eliminada el 236. Apareixen després a la zona les dinasties Vakataka, que llavors eren deu, probablement feudataris dels vallabhis, però la cronologia no està determinada. Els vakataka van tenir com a successors al ahirs o abhires, que haurien regnat 67 anys encara que caps ahirs i gaolis van seguir dominant durant molts anys més alguns forts a Berar i rodalia, donant el seu nom a fortaleses com Gaoligarh a Khandesh, Asirgarh a les Províncies Centrals i Gawilgarh a Berar.
Després va arribar al poder a Dècan la dinastia Chalukya, dominant entre altres llocs Berar, governant fins al 750 quan foren enderrocats pels rashtrakutes, que van regnar fins al 973, quan els chalukyes (occidentals) van recuperar embranzida i van conservar un control difícil durant dos segles (X i XI). A la mort el 1189 de Somesvara IV, el darrer raja chalukya els seus dominis foren dividits entre els hoysala ballala del sud (capital a Dorasamudra o Dwaravatipura) i els yadaves de Deogiri (després Daulatabad, a Berar) sent aquestos darrers els que van dominar Berar. Raja Bhillama I, fundador de la dinastia Yadava, es va establir a Deogiri el 1188; la dinastia va governar tot el segle XIII, però al regnat del sisè raja, Ramchandra, el Dècan fou envaït pels musulmans.

### Domini musulmà
El 1294 Ala al-Din Muhammad Khalji, nebot i gendre de Djalal al-Din Firuz Shah Khalji de Delhi (1290-1296) va dirigir la invasió del Dècan per Chanderi i Ellichpur; va derrotar a Deogiri al raja yadava Ramchandra (Ram Deo segons els historiadors musulmans) i encara que fou atacat pel fill del raja que havia reorganitzat les seves forces, aquest darrer fou igualment derrotat; el raja va poder conservar al seu país contra el pagament d'un rescat que va incloure la cessió de la recaptació d'Ellichpur (però l'administració va restar en mans hindús) esdevenint el regne de Deogiri un vassall del sultà de Delhi. Al seu retorn a Delhi, Ala al-Din va matar a Kara al seu oncle Rukn al-Din Ibrahim Shah Khalji (1296) i es va proclamar sultà amb el nom d'Ala al-Din Muhammad Shah I Khalji (1296-1316). Durant el seu regnat va enviar diverses expedicions a Dècan però a la seva mort el 1316 el raja Harpal Deo de Deogiri es va revoltar. Kutb ad-Din Mubarak Shah I Khalji (1316-1320) que havia sortit triomfant de la lluita successòria a Delhi, el va derrotar el 1317 o 1318 i el raja fou espellat viu i la seva pell clavada a una de les portes de Deogiri; el regne fou annexionat.
Berar va esdevenir el centre del sultanat quan Muhammad Shah II Tughluk (1325-1351) va traslladar el 1327 la seva capital de Delhi a Deogiri rebatejada Daulatabad.

### Part del sultanat bahmànida
Als darrers anys del regnat de Mihammad Shah II els amirs de Berar es van revoltar i el 1348 Hasan Gangu Zafar Khan fou proclamat sultà del Dècan sota el títol d'Ala al-Din Hasan Bahman Shah. Aquest sultà va fundar la dinastia bahmànida i va dividir el seu regne en quatre províncies o tarafes, una de les quals fou Berar que va incloure Mahur, Ramgarh i Pathri, i era la més al nord. Durant els següents 130 anys Berar fou part del sultanat bahmànida del Dècan. Aquest estat va lluitar especialment contra els rages hindús de Vijayanagar, Telingana, Orissa i Konkan, contra els sultans de Gujarat, Malwa i Khandesh, i contra els gonds (país anomenat Gondwana). Els musulmans al nord, els gonds de Chanda, i els hindús de Telingana, va assolar l'estat sota el sultà Ala al-Din Humayun (1458-1461) i el seu successor Nizam al-Din Ahmad III (Ahmad Shah Wali 1461-1463) va haver de reconquerir els forts de Mahur i Kalam al Berar oriental que havien caigut en mans enemigues. El 1478 o 1479 se sap que Berar tenia un govern de nobles d'alt rang i posició amb un exèrcit provincial separat, i fou dividit en dos governs coneguts amb els noms de les fortaleses que servien de capital: Gawil al nord i Mahur al sud; els poders dels governadors foren limitats i tots els forts importants foren posats sota comandament de kiladars que responien directament davant el sultà. Aquestes reformes van retardar la caiguda del sultanat bahmànida.

### Sultanat de Berar
Sota Shihab al-Din Mahmud Shah (1482-1518) els principals tarafaris (governadors provincials) es van independitzar. Imad al-Mulk, antic governador de Berar i que ara governava Gawil, es va fer independent el 1490 i aviat va annexionar Mahur.

### Doini dels nizamshàhides d'Ahmednagar
El sultanat va passar el 1572 als sultans d'Ahmednagar, que no en van gaudir gaire temps. El 1595 Sultan Murad, el quart fill de l'emperador Akbar el Gran, va assetjar Ahmednagar i només va aixecar el setge quan se li va fer cessió formal del Berar a començament del 1596. Sultan Murad va fundar a uns 10 km al sud de Balapur una ciutat que va anomenar Shahpur, que va convertir en la seva residència. A la mort de Murad el 1598, Akbar va decidir conquerir tot el Dècan. El 1599, el príncep Danyal Mirza, cinquè fill d'Akbar, amb l'exèrcit mogol, va conquerir finalment Ahmednagar (sent nomenat governador d'Ahmednagar, Berar i Khandesh, encara que prínceps vassalls sense poder van poder restar a Ahmednagar fins al 1636 quan finalment Xa Jahan va posar fi a la dinastia). Daniyal va morir el 1605 al mateix any que el seu pare Akbar.

### Domini mogol
Berar va quedar sota domini de l'Imperi Mogol. Sota Jahangir va estar la major part del temps en mans de Malik Ambar, un abissini representant dels sultans d'Ahmednagar, que va morir el 1626; sota Shah Jahan la dinastia nizamshàhida d'Ahmednagar fou suprimida el 1636 i el Dècan fou dividit en quatre subes o subahs (províncies) una de les quals fou Berar.
Vegeu: Suba de Berar

### Els marathes
El 1680 el maratha Sambhaji, fill de Sivaji, va saquejar la suba de Berar, i el 1698 el germanastre i successor de Sambhaji, Rajaram, es va aliar a raja gond de Deogarh, Bakht Buland (que abans s'havia fet musulmà per obtenir el suport d'Aurangzeb) i junts van devastar altre cop el Berar. Els atacs van seguir al segle següent. El 1718 Sayyid Abdullah i Sayyid Husain Ali Khan, els ministres de l'emperador Farrukhsiyar, coneguts com els sayyids, van reconèixer les reclamacions marathes per cobrar el chauth al Berar, un quart dels rendiments, i els va concedir també recaptar entre els ryots la contribució anomenada sardesmukki, que sembla que era una taxa pel nomenament o el reconeixement de l'antic ofici hindú de deshmukh que pujava un deu per cent de les rendes.

### El nizam i els marathes
El 1719 va pujar al tron de Delhi Muhammad Shah però el govern efectiu seguia en mans dels germans sayyids. Chin Kilij Khan, després conegut com a Asaf Jah, que s'havia distingit en les guerres d'Aurangzeb, havia estat nomenat governador virrei de Dècan amb el títol de Nizam al-Mulk, però tenia l'oposició de la cort a Delhi, que va enviar instruccions secretes a Mubariz Khan, governador de Khandesh, ordenant sotmetre a Asaf Jah per la força de les armes. El 1724 es va lliurar la batalla de Shakarkhelda (després districte de Buldhana o Buldana) en què Mubariz fou derrotat i Asaf Jah va quedar virtualment independent al Dècan, i aviat va establir la seva capital a Hyderabad i fou conegut com el nizam d'Hyderabad. Shakarkhelda va ser rebatejada Fathkhelda, o "Vila de la victòria". Berar fou des de 1724 part dels dominis independents del nizam.
El raja maratha Raguji Bhonsla de Nagpur van enviar a partir del 1737 els seus oficials a la província per recaptar els impostos que els havien estat cedits; recaptaven més de la meitat i això va portar a xocs amb les forces del nizam; aquest no va voler renunciar al territori però finalment va cedir Mehkar i algunes parganes del sud al peshwa el 1760, després de la batalla de Udgir. El 1795 després de la batalla de Kardia, el nizam va cedir al peshwa Umarkhed i altres parganes. El 1803 després de la derrota de la confederació maratha a Assaye i Argaon, i la conquesta del Fort de Gawilgarh pel general Arthur Wellesley, el raja bhonsle va signar un tractat pel que renunciava a tots els seus drets al territori a l'oest del Wardha, Gawilgarh i Narnala; un petit territori a l'oest del Wardha fou després bescanviat pels rages i fou l'únic que va restar en la seva possessió. El tractat de Deogaon de 17 de desembre de 1803 entre Raghuji Bhonsle (II) de Nagpur i els britànics, que va seguir la batalla de Laswari, va cedir als britànics Cuttack i Balasore i va posar fi definitivament al conflicte pel Berar.
Els atacs i guerres del final del segle XVII i el segle XVIII havien afectat greument al Berar; el cultiu s'havia aturat en part per les guerres, els recaptadors s'havien revoltat, l'exèrcit estacionat a la zona estava sempre a la vora del motí, i els saquejos marathes empobrien a la població i obstaculitzaven el seu comerç. Per cada recaptador nomenat pels mogols n'hi havia un altre de maratha i els dos reclamaven l'impost sencer; altres contribucions il·legals eren exigides per altres elements d'una i altra part i angoixaven als petits cultivadors que de vegades pagaven ajudant a saquejar al veí. Quan els marathes s'havien pogut instal·lar a la província la seva economia estava en ruïnes i no tenien cap suport popular.

### Domini del nizam d'Hyderabad
Pel Tractat de Hyderabad de 1804 el Berar, cedit pels rages Bhonsle als britànics el 1803, va ser transferits al nizam. Algunes comarques de Sindkhed i Jalna foren transferides al mateix temps al nizam per Sindhia de Gwalior. La situació a Hyderabad en aquell moment era molt dolenta; el general Wellesley escrivia el 1804: "els territoris del nizam estan en un caos complet del Godavari a Hyderabad, i altre cop Sindkhed és un niu de lladres; la situació del país és xocant: el poble es mor de gana a centenars i no hi ha cap govern per pal·liar ni lleugerament la situació". La situació no va millorar i els pindaris (i ocasionalment els bhils) van ocupar el lloc dels marathes en els saquejos, però després del 1811 va començar un breu període de tranquil·litat.
El final de la guerra maratha de 1817-1818 (que no havia afectat a Berar) va desmobilitzar a uns 26000 soldats que estaven aquarterats a la província de Berar; en ser llicenciats al final de la guerra eren prou forts per desafiar a la policia, que ja havia aconseguit restablir l'orde expulsant els bandits de territori britànic i dels estats natius; durant un temps els grups de soldats van saquejar la província, alguns com a simples grups de bandits i altres al·legant motivacions polítiques; forces irregulars britàniques van haver de lluitar contra ells. Un tractat el 1822 fixava el riu Wardha com la frontera oriental de la província, i el Melghat i districtes annexes foren retornats al nizam a canvi dels districtes a l'est del Wardha (incloent els que dominava el peshwa) i posava fi a la reclamació de la recaptació del chauth a Berar per part dels marathes. Les bandes de soldats que havien assolat Berar després de 1819, foren progressivament eliminades però el 1849 un home que s'anomenava a si mateix Appa Sahib Bhonsla, Raja de Nagpur, va dirigir una revolta més important i va ser difícil la seva captura; entremig els deshmukhs i altres oficials de les parganes eren obertament deslleials al nizam i feien tot el possible per impedir l'execució de les ordes dels seus superiors i incitaven a qualsevol rebel. La darrer lluita contra rebels a Berar es va produir a Chichamba, prop de Risod, el 1859.
Després dels anomenats "vells anys de guerra" va seguir la "petjada del món en calma". Els grangers de la companyia Palmer & Co. dirigien l'explotació agrícola a la regió i sovint feien ombra al govern d'Hyderabad, i van esdevenir tan forts que Sir Charles Metcalfe va haver de tallar de soca-rel la seva força: la companyia havia fet préstecs al 24% per pagar a la nombrosa cavalleria que mantenien a Berar i el banquer Puran Mai, va aconseguir moltes terres a Berar en pagament, però el 1839, sota pressió del resident, Puran Mai va haver d'aturar el préstec de diners i les terres foren concedides a Pestonji & Co. una empresa de mercaders parsis que el 1825/1826 havien fet la primera gran exportació de cotí de Berar a Bombai; aquesta empresa va donar terres a bon preu als cultivadors de cotó i va establir factories a Khamgaon i altres llocs, agafant el control de les exportacions dels dominis del nizam. El 1841 Chandu Lai el ministre principal d'Hyderabad els va concedir grans assignacions en la recaptació però el 1843 el ministre va dimitir després de portar al país prop de la fallida i la companyia va haver d'entregar les seves terres a Berar. Aquestos procediments havien afectat a la recaptació i en els anys que van seguir a 1843 el nizam no va poder pagar a la força irregular que havia de mantenir segons el tractat de 1800, i el govern britànic va haver d'avançar el pagament.

### Província de Berar a l'Índia Britànica
Pel Tractat de Hyderabad de 1804 el Berar, cedit pels rages Bhonsle als britànics el 1803, va ser transferits al nizam. Algunes comarques de Sindkhed i Jalna foren transferides al mateix temps al nizam per Sindhia de Gwalior. En la cessió del Berar (perpètua) es van incloure els districtes a l'est de Wardha, excloent certes comarques deixades als caps de Nagpur i al peshwa
La situació a Hyderabad en aquell moment era molt dolenta; el general Wellesley escrivia el 1804: "els territoris del nizam estan en un caos complet del Godavari a Hyderabad, i altre cop Sindkhed és un niu de lladres; la situació del país és xocant: el poble es mor de gana a centenars i no hi ha cap govern per pal·liar ni lleugerament la situació". La situació no va millorar i els pindaris (i ocasionalment els bhils) van ocupar el lloc dels marathes en els saquejos, però després del 1811 va començar un breu període de tranquil·litat.
El final de la guerra maratha de 1817-1818 (que no havia afectat a Berar) va desmobilitzar a uns 26000 soldats que estaven aquarterats a la província de Berar; en ser llicenciats al final de la guerra eren prou forts per desafiar a la policia, que ja havia aconseguit restablir l'orde expulsant els bandits de territori britànic i dels estats natius; durant un temps els grups de soldats van saquejar la província, alguns com a simples grups de bandits i altres al·legant motivacions polítiques; forces irregulars britàniques van haver de lluitar contra ells.
Un tractat el 1822 fixava el riu Wardha com la frontera oriental de la província, i el Melghat i districtes annexes foren retornats al nizam a canvi dels districtes a l'est del Wardha que foren cedits a Nagpur (incloent els que dominava el peshwa) i posava fi a la reclamació de la recaptació del chauth a Berar per part dels marathes. Les bandes de soldats que havien assolat Berar després de 1819, foren progressivament eliminades però el 1849 un home que s'anomenava a si mateix Appa Sahib Bhonsla, Raja de Nagpur, va dirigir una revolta més important i va ser difícil la seva captura; entremig els deshmukhs i altres oficials de les parganes eren obertament deslleials al nizam i feien tot el possible per impedir l'execució de les ordes dels seus superiors i incitaven a qualsevol rebel. La darrer lluita contra rebels a Berar es va produir a Chichamba, prop de Risod, el 1859.
Després dels anomenats "vells anys de guerra" va seguir la "petjada del món en calma". Els grangers de la companyia Palmer & Co. dirigien l'explotació agrícola a la regió i sovint feien ombra al govern d'Hyderabad, i van esdevenir tan forts que Sir Charles Metcalfe va haver de tallar de soca-rel la seva força: la companyia havia fet préstecs al 24% per pagar a la nombrosa cavalleria que mantenien a Berar i el banquer Puran Mai, va aconseguir moltes terres a Berar en pagament, però el 1839, sota pressió del resident, Puran Mai va haver d'aturar el préstec de diners i les terres foren concedides a Pestonji & Co. una empresa de mercaders parsis que el 1825/1826 havien fet la primera gran exportació de cotí de Berar a Bombai; aquesta empresa va donar terres a bon preu als cultivadors de cotó i va establir factories a Khamgaon i altres llocs, agafant el control de les exportacions dels dominis del nizam. El 1841 Chandu Lai el ministre principal d'Hyderabad els va concedir grans assignacions en la recaptació però el 1843 el ministre va dimitir després de portar al país prop de la fallida i la companyia va haver d'entregar les seves terres a Berar. Aquestos procediments havien afectat a la recaptació i ni el 1843 ni en els anys que van seguir el nizam no va poder pagar a la força irregular que havia de mantenir segons el tractat de 1800, i el govern britànic va haver d'avançar el pagament. El 1850 hi havia grans retards en els pagaments i el 1853 el deute ja pujava a 45 lakhs. La fallida econòmica de l'estat havia desorganitzat l'administració i el no pagament als soldats era una greu amenaça per l'estabilitat. Per tant, el 1853 es va signar un nou tractat entre Hyderabad i la Companyia Britànica de les Índies Orientals.L'anomenat contingent d'Hyderabad seria pagat en endavant pels britànics i en compensació d'aquest manteniment, el deute i altres reclamacions pendents, se cedien districtes que tenien una renda estimada de 50 lakhs amb el nom de Districtes Assignats.
La guarnició britànica a Hyderabad es va establir a Ellichpur i consistia en 73 destacaments de cavalleria, una bateria d'artilleria amb 127 homes i 765 infants; a Akola i Amraoti es van establir dos destacaments amb 193 i 113 infants. Al territori anomenat Districtes Assignats d'Hyderabad es van afegir dos districtes més: el districte de Dharaseo i el Doab de Raichur. Anualment s'havien de passar comptes amb el nizam i l'excés de recaptació li havia de ser abonat; el nizam quedava alliberat de proveir una força militar en cas de guerra, i el contingent deixava de ser part de l'exèrcit del nizam i passava a ser una força auxiliar dirigida pel govern britànic pel seu propi ús.
Petits detalls del tractat i d'un altre tractat comercial de 1802, van portar posteriorment a llargues discussions i així, per compensar al nizam per la seva fidelitat durant el motí del 1857 es va signar un nou tractat el desembre de 1860 pel qual el deute de 50 lakhs que havia de pagar el nizam fou condonada; el territori de Surapur, el raja del qual s'havia revoltat el 1857 i havia estat confiscat, fou cedit al nizam, i se li van restaurar també els districtes de Dharaseo i el Doab de Raichur. D'altra banda el nizam va cedir alguns districtes a la riba esquerra del Godavari, i el tràfic al riu va quedar lliure de drets de duana per ambdues parts; la resta dels Districtes Assignats de Berar i altres districtes amb uns ingressos de 3.200.000 rúpies, serien administrats en fideïcomís pels britànics per als pagaments acordats en el tractat del 1853, però no s'hauria de retre comptes de la recaptació. També es van fer alguns altres intercanvis territorials per incloure sota administració britànica les terres dels Districtes Assignats que estaven concedides en jagir o pertanyien de manera privada al nizam.
La província va progressar sota domini britànic. Es va produir una forta emigració d'altres punts del Berar; el territori de Nagpur va perdre molts habitants. La guerra civil americana va estimular el cultiu del cotó i va crear una gran demanda de mà d'obra; també l'extensió del ferrocarril de la Gran Península Índia i els ferrocarrils del nizam van contribuir a la prosperitat.
Hyderabad va signar un tractat el 5 de novembre de 1902 pel que els Districtes Assignats d'Hyderabad (o Berar) foren cedits als britànics a canvi del pagament de 25 lakhs i poc després aquestos districtes foren units a les Províncies Centrals per formar les Províncies Centrals i Berar l'1 d'octubre de 1903.

#### Administració
El govern està en mans del resident a Hyderabad assistit per un Comissionat Fiscal i un Comissionat Judicial. Els sis districtes estaven dividits en 22 tahsils. No hi havia cap estat tributari o feudatari. Com que la sobirania era del príncep natiu (el nizam) les lleis de la legislatura índia s'aplicaven a la província per orde del Governador General en Consell en la seva capacitat executiva i per recomanació del resident, el qual estava, com a Cap Comissionat de Berar, directament supeditat al govern de l'Índia. Hi havia sis subcomissionats, 17 ajudants del comissionat, 9 assistents extraordinaris del comissionat, un inspector general de policia, presons i registres, sis superintendents de districte de policia, dos ajudants dels superintendents de policia, un comissionat sanitari i inspector general de dispensaris i vacunació, sis cirurgians civils, un director d'ensenyament, un conservador de boscos, 3 ajudants del conservador de boscos, i un subajudant del conservador de boscos; també hi havia 60 magistrats que s'incrementaven progressivament (69 el 1883).

### Independència
El 15 d'agost de 1947 les Províncies Centrals i Berar van formar una província de l'Índia independent que van esdevenir estat el 1950. El 1956 amb la reorganització linguistica Berar (format per la divisió d'Amravati) i la divisió de Nagpur foren transferides a l'estat de Bombai, que el 1960 es va dir dividir en els de Maharashtra (dins del qual va quedar Berar) i Gujarat. Berar estava i resta format per la divisió d'Amravati amb quatre districtes:
- Districte de Yeotmal
- Districte d'Amravati
- Districte d'Akola
- Districte de Buldhana